# Meisenberg
De Meisenberg is een 598 meter hoge heuvel in Oost-België. De Meisenberg vormt het hoogste punt van het massief van Grand Bois. De heuveltop ligt nabij het gehucht Oberst-Crombach in de deelgemeente Crombach. De omgeving van de top is bebost waardoor men geen uitzicht heeft op het omliggende landschap. Net ten westen van de top ligt de grens met de Franstalige gemeente Vielsalm. Dit vormde vroeger de rijksgrens tussen Pruisen en het Verenigd Koninkrijk der Nederlanden.